# La Fontaine de Bakhtchissaraï (poème)
Pour les articles homonymes, voir La Fontaine de Bakhtchissaraï.
La Fontaine de Bakhtchissaraï (en russe : Бахчисарайский фонтан ; en orthographe précédant la réforme de 1917-1918 : Бахчисарайскій фонтанъ) est un poème d'Alexandre Pouchkine publié en 1824.

## Historique

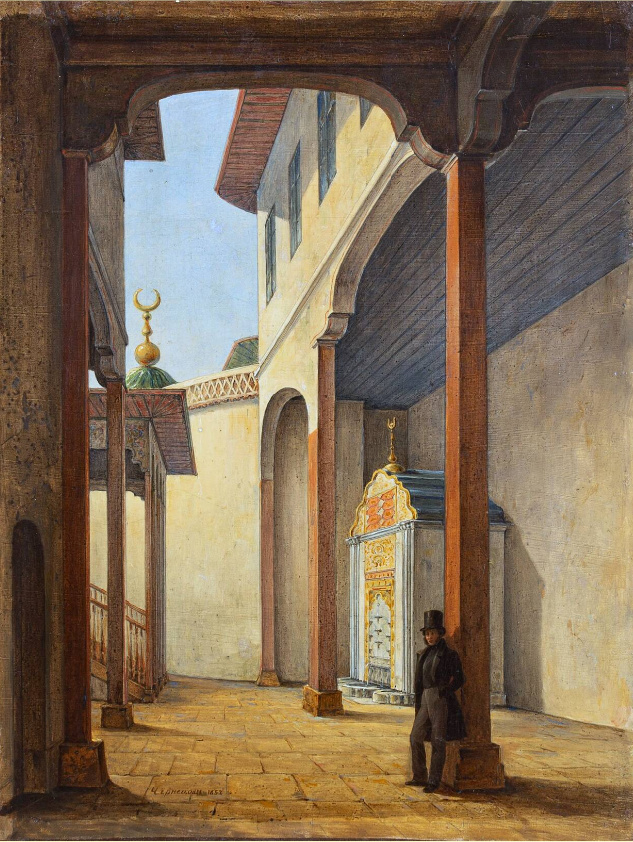
Pouchkine au palais de Bakhtchissaraï, peint par Grigory Chernetsov en 1837.

Pouchkine, exilé dans le sud de l'empire par les autorités tsariennes, en raison de poèmes jugés trop libéraux, visite Bakhtchissaraï en 1820, lors d'un voyage en Crimée effectué en compagnie de la famille du général Nikolaï Raïevski. Ce palais des khans de Crimée était déjà célèbre pour sa fontaine qui, selon la légende, « pleurait » (un système de conques superposées, se déversant lentement l'une dans l'autre) l'amour d'un prince musulman pour l'une des esclaves chrétiennes de son harem. Pouchkine débute la composition du poème en 1821, et l'achève en 1823.

## Résumé
Marie, une belle polonaise, est enfermée dans le harem du khan Guireï. Triste, elle se refuse à son maître, qui est tombé follement amoureux d'elle. Cette passion cause la jalousie d'une autre esclave, la géorgienne Zarema. Malgré la surveillance des eunuques, Zarema menace de mort Marie. Celle-ci meurt mystérieusement, peu après. Zarema est immédiatement noyée par les eunuques. Le prince, inconsolable, construit une fontaine qui pleurera éternellement en souvenir de l'aimée. 

## Critique
La Fontaine de Bakhtchissaraï est une des premières œuvres poétiques de Pouchkine. D'inspiration romantique, en particulier byronienne, sa composition est encore imparfaite (ainsi l'analyse de la psychologie des personnages est rudimentaire). Elle contient cependant déjà, dans la description du harem, tous les éléments du génie de Pouchkine : précision, harmonie, simplicité.
Elle a été préfacée par le prince Wiazemski qui en a dégagé les lignes romantiques.